# Gobio
Gobio – rodzaj ryb karpiokształtnych z rodziny karpiowatych (Cyprinidae).

## Klasyfikacja
Gatunki zaliczane do tego rodzaju:
| - Gobio acutipinnatus - Gobio alverniae - Gobio battalgilae - Gobio brevicirris - Gobio bulgaricus - Gobio carpathicus - Gobio coriparoides - Gobio cynocephalus – kiełb syberyjski - Gobio delyamurei - Gobio feraeensis - Gobio fushunensis - Gobio gobio – kiełb pospolity, kiełb krótkowąsy, kiełb - Gobio gymnostethus - Gobio hettitorum - Gobio holurus - Gobio huanghensis - Gobio insuyanus - Gobio intermedius - Gobio kovatschevi | - Gobio krymensis - Gobio kubanicus - Gobio lepidolaemus - Gobio lingyuanensis - Gobio lozanoi - Gobio macrocephalus - Gobio maeandricus - Gobio meridionalis - Gobio microlepidotus - Gobio obtusirostris – kiełb dunajski - Gobio occitaniae - Gobio ohridanus - Gobio rivuloides - Gobio sakaryaensis - Gobio sarmaticus – kiełb dniestrzański - Gobio sibiricus - Gobio skadarensis - Gobio soldatovi – kiełb dalekowschodni („kiełb Dalekiego Wschodu”) - Gobio volgensis |

Gatunkiem typowym jest Cyprinus gobio (G. gobio).

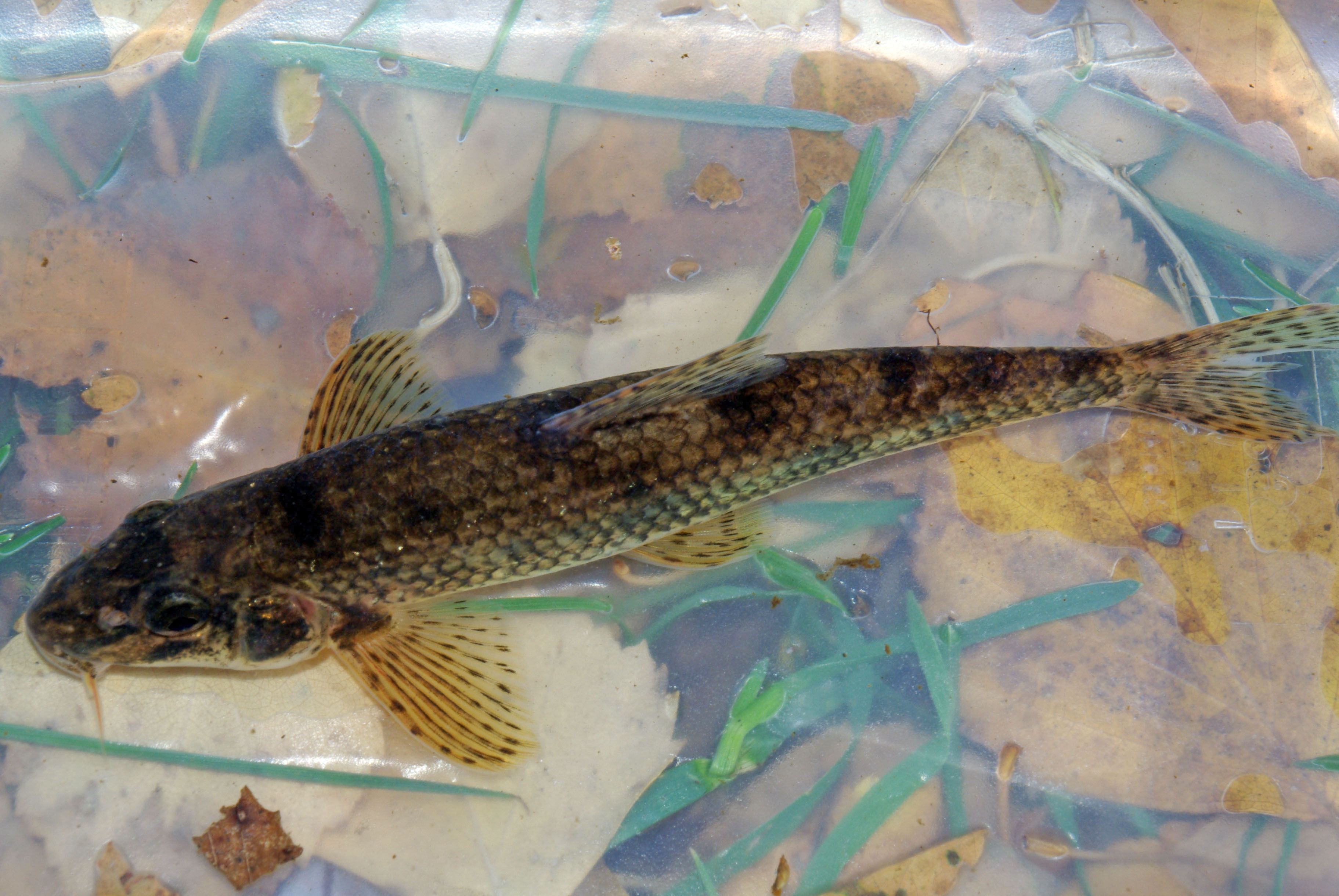
Gobio lozanoi